# Colori panafricani

La tradizionale bandiera dell'Etiopia con i colori panafricani oro, rosso e verde.

La bandiera della UNIA con i colori panafricani nero, rosso e verde.

Esistono due distinti insiemi di tre colori considerati colori panafricani.

## Colori etiopici
Il primo insieme è costituito dai colori oro, rosso e verde. Tale combinazione origina in Etiopia e, oltre che nelle varie nazioni africane, ha rilevanza anche nel movimento Rastafari. Eccettuato il breve periodo dell'occupazione italiana fascista, l'Etiopia rimase infatti fuori dal controllo coloniale europeo, e divenne perciò modello di libertà per gli stati africani man mano che essi conseguivano l'indipendenza; di qui l'adozione dei colori nazionali etiopi. Il primo stato che adottò la bandiera con i colori panafricani fu il Ghana nel 1957.

## Colori UNIA
Secondo la costituzione dell'UNIA-ACL (Universal Negro Improvement Association and African Communities League) i colori panafricani sono invece nero, rosso e verde: "il rosso rappresenta il nobile sangue che unisce tutte le genti di stirpe africana, il colore nero la gente nera, il verde la ricca terra d'Africa". I colori UNIA furono proclamati colori ufficiali della Razza Africana dall'UNIA stessa nella convenzione tenuta al Madison Square Garden di New York il 13 agosto 1920.

## Bandiere con i colori panafricani etiopici: oro, rosso e verde

### Bandiere moderne

Bandiera dell'Azawad
Bandiera del Benin
Bandiera del Burkina Faso
Bandiera del Camerun
Bandiera del Ciad
Bandiera delle Comore
Bandiera dell'Etiopia
Bandiera del Ghana
Bandiera della Guinea
Bandiera della Guinea-Bissau
Bandiera del Mali
Bandiera della Mauritania
Bandiera di Mauritius
Bandiera del Mozambico
Bandiera della Namibia
Bandiera della Repubblica Centrafricana
Bandiera della Repubblica del Congo
Bandiera di São Tomé e Príncipe
Bandiera delle Seychelles
Bandiera del Senegal
Bandiera del Togo
Bandiera dello Zambia
Bandiera dello Zimbabwe

### Bandiere storiche

Bandiera di Capo Verde (1975-1992)
Bandiera del Ruanda (1962-2001)
Bandiera dell'Unione degli Stati Africani (Ghana e Guinea) (1958-1961)
Bandiera della Federazione del Mali (1959-1961)
Bandiera dell'Unione degli Stati Africani (Ghana, Guinea e Mali) (1961-1962)
Bandiera dello Zaire (1971-1997)

## Bandiere con i colori panafricani UNIA: nero, rosso e verde

### Bandiere moderne

Bandiera del Kenya
Bandiera del Malawi
Bandiera del Sudafrica
Bandiera del Sudan
Bandiera del Sudan del Sud
Bandiera della Libia
Bandiera dell'Angola

### Bandiere storiche

Bandiera del Biafra (1967-1970)
Bandiera del Malawi (2010-2012)